# Peugeot 504

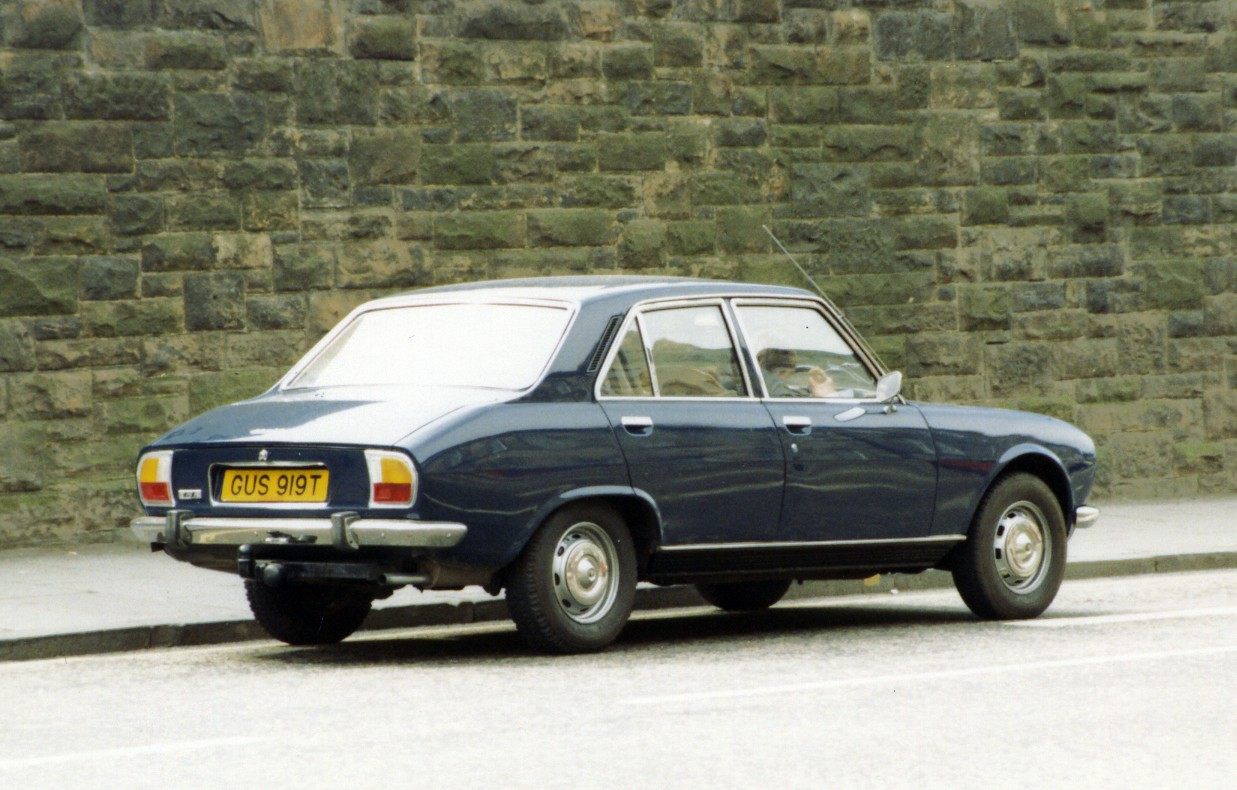
Snett bakifrån

Peugeot 504 var en bilmodell som tillverkades mellan 1968 och 1983. Den lanserades som Peugeots flaggskepp och utmärkte sig framförallt genom god komfort, bland annat på grund av den delade bakaxeln. Kombimodellen Break kom 1970 och en sjusitsig modell som kallades Familiale kompletterade programmet. Dessa två modeller, och även den något förenklade sedanen 504L som kom 1973, hade stel bakaxel.
Rattväxel användes fram till 1972 i GL-versionen (men blev kvar till 1976 i L-modellen,). Rattväxeln byttes sedan mot en golvmonterad växelspak. Det fanns även automatlåda som alternativ. Motorerna var bensin- och dieselmotorer med 1,8-2,3 liters volym.
1983 ersattes modellen av Peugeot 505 i Europa. 
Coupé och Cabriolet fanns med V6 från och med årsmodell 1975 och var då en av världens första serietillverkade bilar med elektroniskt tändningssystem (Schlumberger). Bilen hade en 2,7-liter V6 (PRV) med 3-stegad automat eller 4-växlad manuell låda.
Cabrioleten tillverkades till 1977 och fick då åter 2,0-liter 4 cylinder tills produktionen lades ner år 1983. Efter 1977 fick Coupén leva vidare som V6TI med 2,7 liters PRV motor med mekanisk K-Jetronic Bosch insprutning på 144 hk och 5 växlad manuell låda. Det fanns också en billigare modell, TI, med 2,0-liter 4 cylinder och 4-växlar manuell eller 3-stegs automat men från årsmodell 1980 5-växlar manuell eller 3-stegs automat.
Huvudkonkurrenterna var: Volvo 140/240, Volkswagen Passat, Renault 18 och Fiat 132.

## Specifikationer (Peugeot 504 GL)
- Mått och vikt
  - Längd: 450 cm
  - Bredd: 169 cm
  - Höjd: 147 cm
  - Axelavstånd: 274 cm
  - Vänddiameter: 10,8 m
  - Tjänstevikt: 1290 kg
  - Totalvikt: 1710 kg
  - Bränsletank: 56 liter
- Prestanda
  - Toppfart: 160 km/h
  - Acceleration 0-100 km/h: 14,4 s
- Motor
  - Typ: 4-cyl vätskekyld radmotor
  - Volym: 1971 cm³
  - Effekt: 90 hk (66 kW) vid 5200 v/m
  - Vridmoment: 160 Nm vid 3000 v/m

## I filmens värld
I filmerna om kommissarie van Veeteren (spelad av Sven Wollter) kör huvudpersonen omkring i en gammal Peugeot 504.